# Ostrów Wielkopolski
Ostrów Wielkopolski (in tedesco Ostrowo) è una città polacca del distretto di Ostrów Wielkopolski nel voivodato della Grande Polonia.
Ricopre una superficie di 42,39 km² e nel 2007 contava 72 492 abitanti.
Già fortezza pagana nell'Alto Medioevo, divenne sede di diocesi a partire dal XV secolo, anni 1404. Importante è la concattedrale cattolica, che risale al 1906, con aggiunte posteriori. Di rilevanza storica è anche il centro storico, con la piazza del mercato (Rynek).
Nella città predomina l'industria elettromeccanica. La religione più diffusa è, come del resto in tutta la Polonia, il cattolicesimo, assiduamente praticato.

## Amministrazione

### Gemellaggi
- Lecce
- Delitzsch
- Nordhausen

## Galleria d'immagini

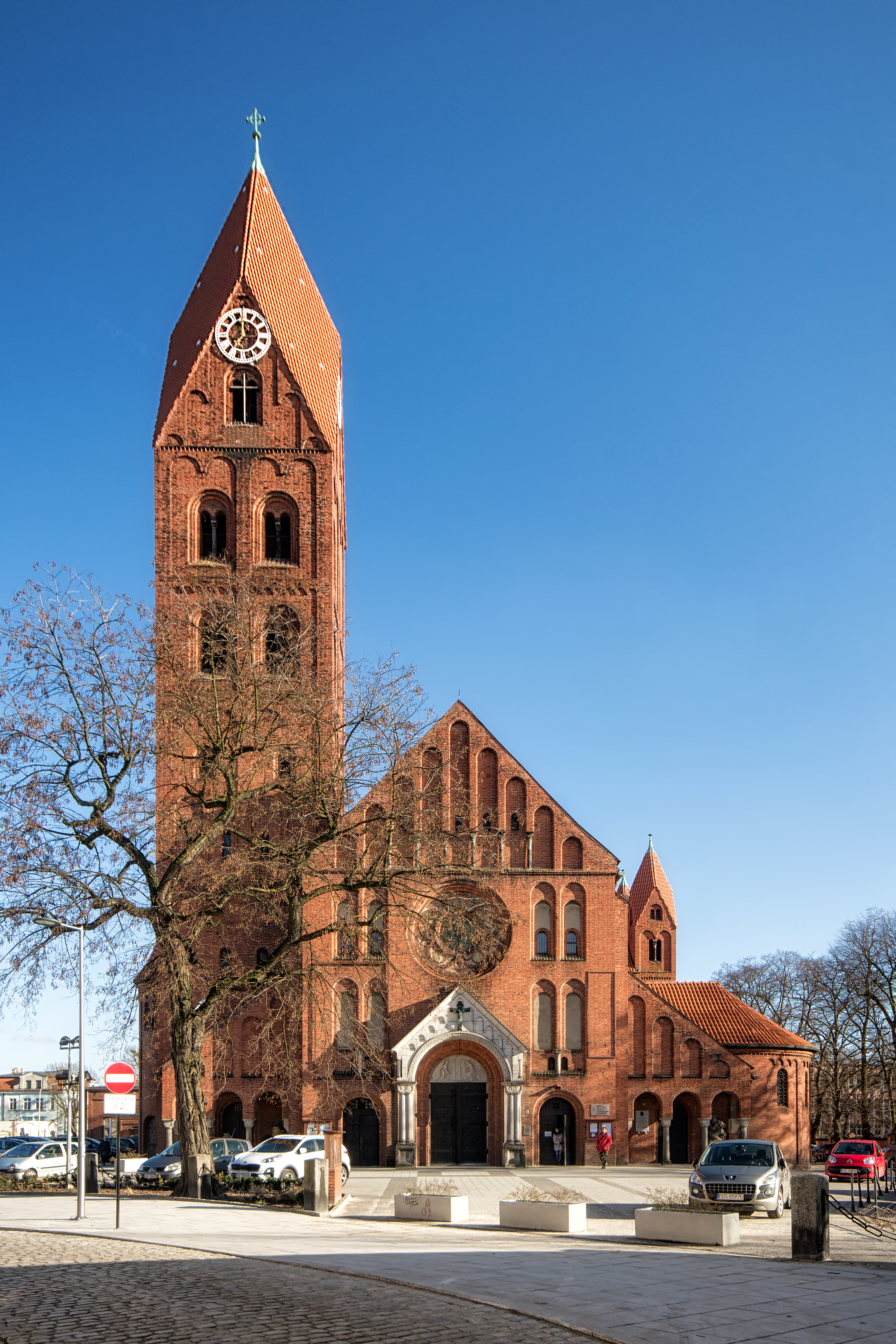
Concattedrale
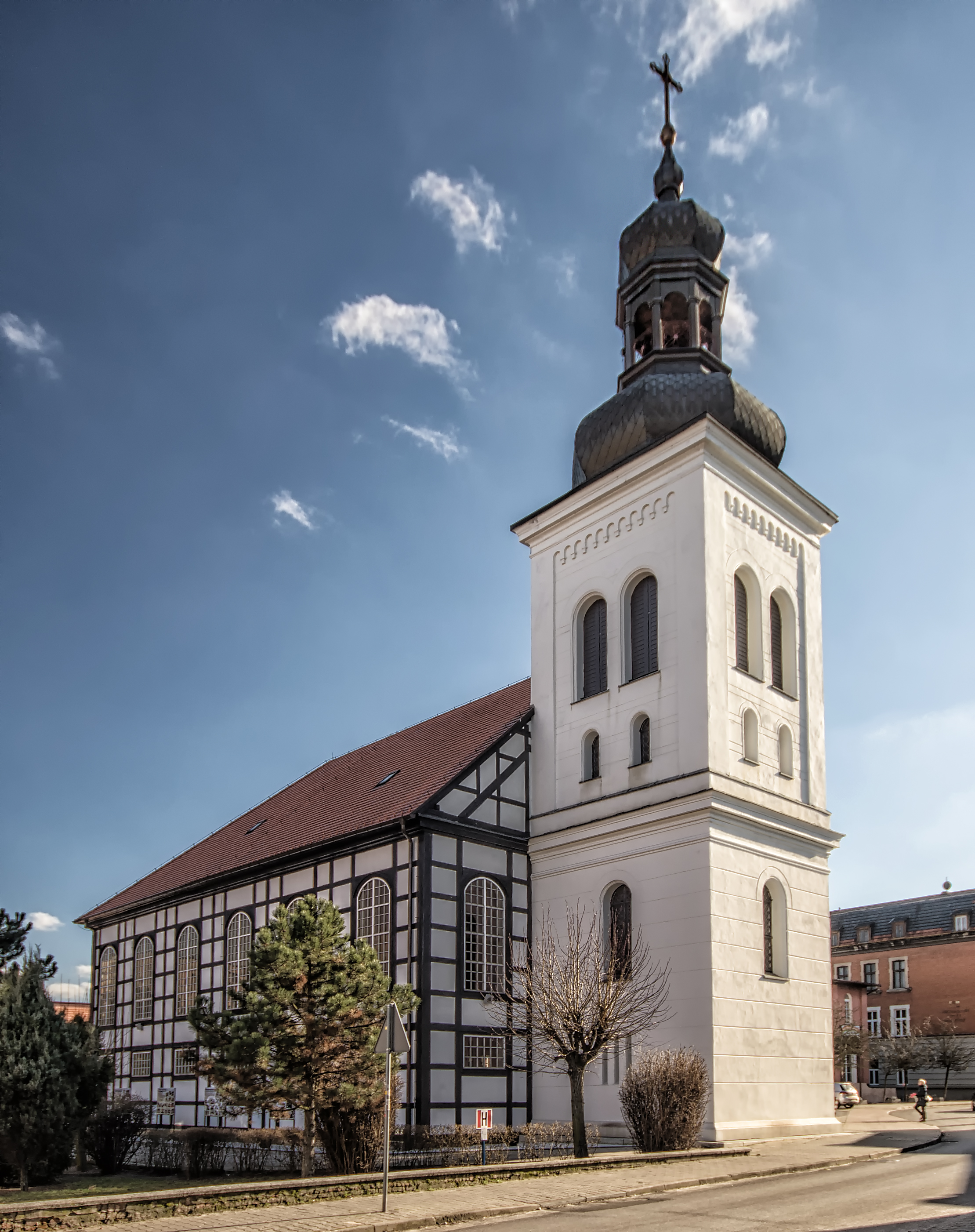
Piccola Chiesa
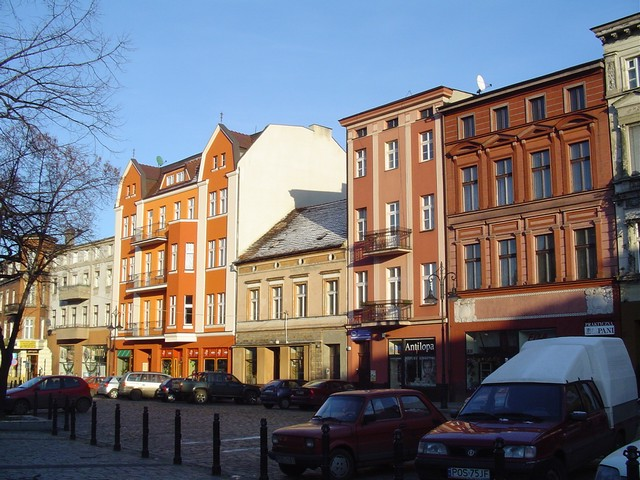
Città Vecchia